# Pasquale Vivolo
Pasquale Vivolo (ur. 6 stycznia 1928 w Brusciano, zm. 18 listopada 2002 w Cremonie) – włoski piłkarz, grający na pozycji napastnika.

## Kariera piłkarska

### Kariera klubowa
Wychowanek klubu Cremonese, w barwach którego w 1947 rozpoczął karierę piłkarską. W latach 1949–1953 bronił barw Juventusu, z którym dwukrotnie zdobył mistrzostwo Włoch. Następnie, do 1959, grał w klubach Lazio, Genoa i Brescia.

### Kariera reprezentacyjna
30 listopada 1949 roku debiutował w narodowej reprezentacji Włoch w meczu przeciwko Anglii (0:2). Łącznie zagrał w 5 meczach międzynarodowych.
Po swojej karierze piłkarza, „Bibì”, jak nazywano Pasquale’a, wrócił do Cremony z żoną, córką prezydenta Cremonese Guido Grassi. W latach 60. XX wieku Vivolo był także menedżerem Cremonese, zawsze blisko zespołu, który wprowadził go do wielkiego futbolu.

## Sukcesy i odznaczenia

### Sukcesy klubowe
Juventus
- mistrz Włoch: 1949/50, 1951/52